# اسلوونسکا پستا
اسلوونسکا پستا (انگلیسی: Slovenská pošta) شرکت دولتی پست اسلواکی است، که در سال ۱۹۹۳ تأسیس شد.